# Monstruoasa coaliție
Monstruoasa coaliție este numele dat alianței dintre conservatori și liberalii radicali, constituită în scopul îndepărtării domnitorului Alexandru Ioan Cuza de la domnie. 

## Context
Tendințele autoritare manifestate de domn au devenit evidente încă de la începutul anului 1863. În urma loviturii de stat din 2 mai 1864 făcută cu scopul de a realiza reforma agrară, Adunarea Legislativă a fost dizolvată, iar domnitorul propune adoptarea unei noi legi fundamentale care îi conferea largi prerogative legislative și executive, și a unei noi legi electorale, care făcea guvernarea mai democratică, reducând influența marilor latifundiari în Adunare.
O coaliție nefirească s-a format în timp între stânga politică (radicalii) și dreapta politică (conservatorii), logică în contextul regimului personal autoritar instaurat de Cuza și a nemultumirilor marilor latifundiari după reforma agrară. Coaliția a apărut după alegerile din Adunarea Națională din România, convocarea a II-a (1864) prezidată de către Ion C. Brătianu. Liderii acestei coaliții au fost radicalul C. A. Rosetti și Ion C. Brătianu,  cărora li s-au alăturat și alte personalități ale vieții publice: conservatorul Lascăr Catargiu, moderatul Ion Ghica, Dimitrie A. Sturdza, Nicolae Golescu, Petre Mavrogheni și alții. 

## Înlăturarea lui Cuza
Un grup de ofițeri pătrund în palatul domnesc pe 11/23 februarie 1866 la ora 5 dimineața și, sub amenințarea armelor, încălcându-și jurământul depus în fața domnului țării, îl obligă să semneze actul de abdicare de pe tronul României.
Grupul a fost constituit din:
- col. Nicolae Haralambie,
- col. I. Călinescu,
- col. D. Crețulescu fratele primului ministru în funcție,
- mr. Dimitrie Lecca,
- cpt. C. Pilat,
- cpt. Anton Berindei,
- cpt. Alexandru Candiano-Popescu,
- cpt. A. Costescu.

Alexandru Candiano-Popescu a fost făcut ulterior aghiotant regal al regelui Carol, iar ceilalți au primit grad de general.
Pe actul iscălit de Cuza scria: „Noi, Alexandru Ioan I, conform dorinței națiunii întregi și angajamentului ce am luat la suirea pe Tron, depun astăzi, 11 februarie 1866, cârma guvernului în mâna unei Locotenențe Domnești și a Ministrului ales de popor“. Într-adevăr, în 1859 Cuza a fost pus să jure că va abdica după 7 ani de domnie pentru a lăsa tronul unui „prinț străin dintr-o țară nemegieșă cu România”, precum se cerea într-una din prevederile divanelor ad-hoc din 1857.

## Deznodământ
Pe 13 februarie, Cuza părăsește Bucureștiul și țara, prin Brașov. Puterea este preluată de „locotenența domnească”, iar pe 10 mai 1866 Noua Adunare îl proclamă pe prințul Carol de Hohenzollern-Sigmaringen domnitor al României, sub numele de Carol I. 
În cuvântarea rostită la moartea lui Alexandru Ioan Cuza, Mihail Kogălniceanu, cel care i-a rămas credincios domnitorului, arată că nu greșelile, ci faptele lui cele mari i-au adus căderea, referindu-se la marele număr de reforme sociale, economice, administrative, politice, care au nemulțumit o mare parte a claselor conducătoare (boieri, biserică, politicieni), precum și unele puteri europene   care nu vedeau cu ochi buni emanciparea treptată a României de sub tutela Imperiului Otoman și a puterilor garante.